# Albert Andersson (ingenjör)
Carl Albert Michael Andersson, född 24 oktober 1885 i Högsby församling, Kalmar län, död 8 september 1947 i Norrköping, var en svensk väg- och vattenbyggnadsingenjör.
Andersson studerade vid Chalmers tekniska läroanstalt 1904–1909, var anställd vid AB Skånska Cementgjuteriet i Göteborg 1909–1911, vid civilingenjör Fritz Söderberghs konstruktionsbyrå i Stockholm 1912–1915, vid A. Krüger & Son AB i Göteborg 1915–1917, var arbetschef vid AB Armerad Betongs Norrköpingsavdelning 1917–1924, arbetschef för Nydqvist & Holm AB:s nybyggnad i Trollhättan 1921–1922, delägare byggnadsfirma And. Andersson & Son i Norrköping och verkställande direktör för Betong- & Brobyggnads AB i Norrköping från 1930. Han utförde flera kraftverksbyggnader.